# Popcorn labyrinth
『popcorn labyrinth』（ポップコーン・ラビリンス）は、日本のロックバンドシュノーケルの4枚目のスタジオ・アルバム。2017年3月15日にTURTLE RECORDSより発売された。

## 解説
前作『EYE』から約1年3ヶ月ぶりのリリース。「宇宙」をテーマとした12曲を収録されており、アルバムタイトルも宇宙の誕生をポップコーンが破裂し、飛び散る様を例えたもの。キャッチコピーは「シュノーケル、はじける。」。イラストは香葉村多望によるもの。
レコーディングには、前作『EYE』発売後よりライブにてサポートメンバーを務めている岡愛子がギター、つるうちはながピアノで参加している。
2017年3月4日に福岡県のライブハウス「DRUM SON」で開催された『シュノーケルpresents 10th Anniversary YSK Series『3 on 3 +1』〜Band 福岡編〜』にて先行発売された。
店舗購入特典としてタワーレコード、HMV、ヴィレッジヴァンガードの3店舗で異なる購入特典が用意された。
- タワーレコード特典
2015年12月17日に代官山で開催された『EYE』発売を記念したワンマンライブ『アルバム「EYE」レコ発記念ワンマンライブ「EYEと青春の旅立ち」』の映像と本作の収録の「シュレーディンガーの僕」と「理由」のライブ映像を収録したDVD-R。ライブ映像が公式作品化されたのは『Best+』に収録の「波風サテライト」（「若若男女サマーツアー'08」でのライブ映像）以来で、一つの公演がそのまま映像化されたのは本作が初となる。そのため、「波風サテライト」以外の楽曲の映像化は本作が初となる。
- HMV特典
西村晋弥による本作の全収録曲の弾き語り音源と香葉村歌唱の「KABAラップ」と山田歌唱の「シュレーディンガーの僕」を収録したCD-R。西村による弾き語り音源が作品化されたのはインディーズ盤『ソラカラフル』収録の「入道雲 〜弾き語り〜」以来となる約12年ぶり。
- ヴィレッジヴァンガード特典
本作の全収録曲のデモ音源と香葉村歌唱の「宇宙に夢中」と山田歌唱の「ラガッシュの予言者は唄う」を収録したCD-R。デモ音源が作品化されたのは自主制作盤『シュノーケル』収録の「旅人ビギナー」以来13年ぶりとなる。

アルバム発売後、アルバム発売を記念したライブ「宇宙に夢中」が行われた。

## 収録曲
| 全作曲: 西村晋弥、全編曲: シュノーケル、つるうちはな、岡愛子。 |                                   |           |            |      |
| #                                                              | タイトル                          | 作詞      | 作曲・編曲 | 時間 |
| 1.                                                             | 「シュレーディンガーの僕」        | 西村晋弥  | 西村晋弥   | 2:54 |
| 2.                                                             | 「ムーンダスト」                  | 西村晋弥  | 西村晋弥   | 4:02 |
| 3.                                                             | 「妄想中」                        | 西村晋弥  | 西村晋弥   | 4:58 |
| 4.                                                             | 「それから」                      | 西村晋弥  | 西村晋弥   | 4:16 |
| 5.                                                             | 「popcorn labyrinth」             | 西村晋弥  | 西村晋弥   | 2:32 |
| 6.                                                             | 「TODAY」                         | 西村晋弥  | 西村晋弥   | 4:34 |
| 7.                                                             | 「syzygy 〜フェルミのパラレル〜」 | 西村晋弥  | 西村晋弥   | 4:15 |
| 8.                                                             | 「bug」                           | 西村晋弥  | 西村晋弥   | 4:24 |
| 9.                                                             | 「A&Q」                           |           | 西村晋弥   | 1:23 |
| 10.                                                            | 「理由」                          | 西村晋弥  | 西村晋弥   | 5:41 |
| 11.                                                            | 「すべてを映す鏡」                | 西村晋弥  | 西村晋弥   | 4:23 |
| 12.                                                            | 「ラガッシュの予言者は唄う」      | 西村晋弥  | 西村晋弥   | 2:40 |
| 合計時間:                                                      | 合計時間:                         | 合計時間: | 46:02      |      |

| #   | タイトル                                                                          | 作詞 | 作曲・編曲 |
| --- | --------------------------------------------------------------------------------- | ---- | ---------- |
| 1.  | 「CLOSE」(アルバム『EYE』レコ発記念ワンマンライブ「EYEと青春の旅立ち」)           |      |            |
| 2.  | 「波風サテライト」(アルバム『EYE』レコ発記念ワンマンライブ「EYEと青春の旅立ち」)  |      |            |
| 3.  | 「奇跡」(アルバム『EYE』レコ発記念ワンマンライブ「EYEと青春の旅立ち」)            |      |            |
| 4.  | 「PLASMA」(アルバム『EYE』レコ発記念ワンマンライブ「EYEと青春の旅立ち」)          |      |            |
| 5.  | 「旅人ビギナー」(アルバム『EYE』レコ発記念ワンマンライブ「EYEと青春の旅立ち」)    |      |            |
| 6.  | 「100,000hp」(アルバム『EYE』レコ発記念ワンマンライブ「EYEと青春の旅立ち」)       |      |            |
| 7.  | 「EYE」(アルバム『EYE』レコ発記念ワンマンライブ「EYEと青春の旅立ち」)             |      |            |
| 8.  | 「天気予報」(アルバム『EYE』レコ発記念ワンマンライブ「EYEと青春の旅立ち」)        |      |            |
| 9.  | 「REGRET」(アルバム『EYE』レコ発記念ワンマンライブ「EYEと青春の旅立ち」)          |      |            |
| 10. | 「Bye-Bye × Hello」(アルバム『EYE』レコ発記念ワンマンライブ「EYEと青春の旅立ち」) |      |            |
| 11. | 「RESTART」(アルバム『EYE』レコ発記念ワンマンライブ「EYEと青春の旅立ち」)         |      |            |
| 12. | 「ラプソディ」(アルバム『EYE』レコ発記念ワンマンライブ「EYEと青春の旅立ち」)      |      |            |
| 13. | 「REVOLVER」(アルバム『EYE』レコ発記念ワンマンライブ「EYEと青春の旅立ち」)        |      |            |
| 14. | 「エスパー」(アルバム『EYE』レコ発記念ワンマンライブ「EYEと青春の旅立ち」)        |      |            |
| 15. | 「QUEST」(アルバム『EYE』レコ発記念ワンマンライブ「EYEと青春の旅立ち」)           |      |            |
| 16. | 「HIGHWAY」(アルバム『EYE』レコ発記念ワンマンライブ「EYEと青春の旅立ち」)         |      |            |
| 17. | 「FIND」(アルバム『EYE』レコ発記念ワンマンライブ「EYEと青春の旅立ち」)            |      |            |
| 18. | 「solar wind」(アルバム『EYE』レコ発記念ワンマンライブ「EYEと青春の旅立ち」)      |      |            |
| 19. | 「シュレーディンガーの僕」(plane vs snowkel)                                      |      |            |
| 20. | 「理由」(plane vs snowkel)                                                        |      |            |

| #   | タイトル                                             | 作詞 | 作曲・編曲 | 時間 |
| --- | ---------------------------------------------------- | ---- | ---------- | ---- |
| 1.  | 「シュレーディンガーの僕」                           |      |            | 3:22 |
| 2.  | 「ムーンダスト」                                     |      |            | 4:31 |
| 3.  | 「妄想中」                                           |      |            | 4:42 |
| 4.  | 「それから」                                         |      |            | 4:45 |
| 5.  | 「popcorn labyrinth」                                |      |            | 1:52 |
| 6.  | 「TODAY」                                            |      |            | 5:06 |
| 7.  | 「syzygy 〜フェルミのパラレル〜」                    |      |            | 4:37 |
| 8.  | 「bug」                                              |      |            | 4:40 |
| 9.  | 「A&Q」                                              |      |            | 1:21 |
| 10. | 「理由」                                             |      |            | 6:43 |
| 11. | 「すべてを映す鏡」                                   |      |            | 4:23 |
| 12. | 「ラガッシュの予言者は唄う」                         |      |            | 2:48 |
| 13. | 「KABA RAP」                                         |      |            | 2:21 |
| 14. | 「山田雅人の唄ってみた！『シュレーディンガーの僕』」 |      |            | 4:18 |
| 15. | 「SECRET TRACK」                                     |      |            | 6:02 |

| #   | タイトル                                               | 作詞 | 作曲・編曲 | 時間 |
| --- | ------------------------------------------------------ | ---- | ---------- | ---- |
| 1.  | 「シュレーディンガーの僕」                             |      |            | 2:55 |
| 2.  | 「ムーンダスト」                                       |      |            | 3:57 |
| 3.  | 「妄想中」                                             |      |            | 5:08 |
| 4.  | 「それから」                                           |      |            | 4:22 |
| 5.  | 「popcorn labyrinth」                                  |      |            | 2:38 |
| 6.  | 「TODAY」                                              |      |            | 4:36 |
| 7.  | 「syzygy 〜フェルミのパラレル〜」                      |      |            | 4:14 |
| 8.  | 「bug」                                                |      |            | 4:22 |
| 9.  | 「A&Q」                                                |      |            | 1:20 |
| 10. | 「理由」                                               |      |            | 5:39 |
| 11. | 「すべてを映す鏡」                                     |      |            | 4:27 |
| 12. | 「ラガッシュの予言者は唄う」                           |      |            | 2:40 |
| 13. | 「宇宙に夢中」                                         |      |            | 2:21 |
| 14. | 「山田雅人の唄ってみた！『ラガッシュの予言者は唄う』」 |      |            | 4:18 |
| 15. | 「SECRET TRACK」                                       |      |            | 5:56 |

## 曲の解説
1. シュレーディンガーの僕
「シュレーディンガーの猫」をテーマとし、不安やそれに対する反発、己の強さを歌った楽曲。
ミュージック・ビデオが制作されており、ブルーシートを用いて歌詞の内容を表している[5]。
アルバム発売に先駆け、2017年2月13日に先行配信された。
2. ムーンダスト
歌詞に登場する「40万km」は、地球から月までの距離のこと[注釈 5]。
ラストの合唱部分のメロディは「TODAY」のアウトロのギターのメロディラインをアレンジしたもの[8]。
3. 妄想中
ワンマンライブ会場限定シングル『TODAY/妄想中』の2曲目。
アルバム制作の初期に出来た楽曲[9]
4. それから
歌詞は宇宙飛行士を目指し挫折した人物を歌ったもの[8]。
5. popcorn labyrinth
アルバム表題曲。アルバム制作の最後の方で録音された楽曲[9]。
6. TODAY
ワンマンライブ会場限定シングル『TODAY/妄想中』の1曲目。
7. syzygy 〜フェルミのパラレル〜
タイトルの元ネタは「フェルミのパラドックス」で、曲名の「syzygy」は惑星直列の意[8]。アルバム制作の最後の方で録音された楽曲[9]。
歌詞は宇宙人の女の子に恋する男の子（フェルミ）の心情を描いたもの[10][8]。
8. bug
歌詞には「およげ!たいやきくん」のパロディが含まれている[8]。
9. A&Q
インストゥルメンタル。
西村のコーラスとつるうちのピアノで構成される。
10. 理由
アルバム制作の最後の方で録音された楽曲で、歌詞は西村が生まれてからの出来事を歌ったもの[11]。
香葉村が監督と編集を務め、カメラマンのイワタナオが撮影したミュージック・ビデオが存在する[12]。ミュージック・ビデオにはレコーディングに参加したつるうちと岡も参加しており、サポートメンバーが初めて参加したミュージック・ビデオとなった。
アルバム発売に先駆け、2017年2月13日に先行配信された。
11. すべてを映す鏡
アルバム制作の初期に出来た楽曲で、メロディ面において僅かながらビートルズのパロディが含まれている[9]。冒頭に入っているのは「TODAY」のラスト部分を逆再生した音で、メロディも「TODAY」のアウトロのギターのメロディと同じもの。間奏は「ボレロ」のリズムとある曲（明言されていない）の演奏の要素が組み込まれている[8]。
12. ラガッシュの予言者は唄う
アルバムのエピローグ的な楽曲で、西村曰く「精神が危うい「シュレーディンガーの僕」から始まって、「すべてを映す鏡」で過去の自分と決別して、最後の最後にこの曲で人類が終わる」というストーリーになっている[11]。

## 参加ミュージシャン
- 西村晋弥：ボーカル、ギター、プログラミング
- 香葉村多望：ベース、ラップ[注釈 6]、ヴォーカル・ギター[注釈 7]
- 山田雅人：ドラムス、コーラス、ヒューマンビートボックス・ラップ[注釈 6]、ヴォーカル[注釈 8]
- つるうちはな（花とポップス）：ピアノ
- 岡愛子（BimBamBoom）：ギター、コーラス
- 天田優子：コーラス（＃8）
- HitoYasuMi[注釈 9]：コーラス（＃2）
- 宇塚博之（ストレンジドラマ）：プログラミング（＃11）